# Kairosoft
Kairosoft é uma desenvolvedora de jogos eletrônicos com sede em Tóquio, Japão, especializada na criação de jogos de simulação para celulares e PCs. Fundada em 1996, a empresa desenvolveu uma série de jogos para dispositivos móveis direcionadas ao mercado Japonês e vem criando diferentes jogos para os sistemas operacionais móveis iOS e Android. A empresa foi classificada em 30º na lista de "Top 50 Desenvolvedores" de 2012 do sítio britânico especializado em videogames Pocket Gamer.

## História
Kairosoft foi fundada por Kazuyuki Usui como uma desenvolvedora dōjin soft em 1996, e atualmente tem sua sede no distrito Nishi-Shinjuku de Tóquio. A empresa conta com um número reduzido de funcionários, tendo sido criada com uma equipe formada por apenas nove pessoas.
No mesmo ano de sua criação, o desenvolvimento de de jogos de simulação para Windows foi iniciado, tendo uma simulação de sebo lançada como jogo de estreia. O jogo O Sebo (古本屋, Furuhonya) foi lançado exclusivamente em japonês para Windows em 1996, com uma continuação lançada no mesmo ano. Outro exemplo dos primeiros jogos foi Game Dev Story, lançado em 1997 com uma continuação lançada em 2001; as versões para PC existem até hoje exclusivamente na língua japonesa. Nesse ano, Kairosoft passou a desenvolver jogos de simulação para celulares, que era então um mercado muito mais vasto no Japão do que nas Américas e na EUROPA.
Com o lançamento de Game Dev Story para iOS e Android em 2010, com versões em japonês e em inglês, a desenvolvedora atingiu seu primeiro grande sucesso, com o aplicativo alcançando o top 10 de vendas de iPhone na primeira semana após seu lançamento na App Store. A empresa continuou a importar jogos para celular que haviam sido anteriormente lançados para outras plataformas. Em outubro de 2018, a Kairosoft lançou versões de alguns de seus jogos mais populares para Nintendo Switch; os títulos lançados para a plataforma foram Game Dev Story, Hot Springs Story e Dungeon Village.
Em novembro de 2018, a empresa já tinha mais de 30 jogos de simulação e role-playing lançados para diferentes plataformas, entre iOS, Android, DoCoMo, Softbank, PC e Nintendo Switch, com a maior parte desses jogos traduzida para o inglês.

## Lista de jogos para dispositivos móveis
- 8-Bit Farm
- Anime Studio Story
- Beastie Bay
- Biz Builder Delux
- Bonbon Cakery
- Cafeteria Nipponica
- Dream House Days
- Dungeon Village
- Epic Astro Story
- Fish Pond Park
- Game Dev Story
- Grand Prix Story
- Grand Prix Story 2
- High Sea Saga
- Home Run High
- Hot Springs Story
- Hot Springs Story 2
- Kairobotica
- Legends of Heropolis
- Magazine Mogul
- March to a Million
- Mega Mall Story
- Ninja Village
- Oh! Edo Towns
- Pocket Academy
- Pocket Arcade Story
- Pocket Clothier
- Pocket Harvest
- Pocket League Story
- Pocket League Story 2
- Pocket Stables
- Pool Slide Story
- Shiny Ski Resort
- Skyforce Unite!
- Station Manager
- Tennis Club Story
- The Manga Works
- The Pyraplex
- The Ramen Sensei
- The Ramen Sensei 2'
- The Sushi Spinnery
- Venture Towns
- Wild Park Manager
- World Cruise Story